# Dan Wallace (homme politique)
Pour les articles homonymes, voir Wallace.
Dan Wallace, né le 14 juin 1942 à Cork où il meurt le 16 février 2025, est un homme politique irlandais du Fianna Fáil qui est pendant près de vingt-cinq ans Teachta Dála (TD) pour la circonscription du centre-nord de Cork .

## Biographie
Ancien sacristain de l'église de Farranree et ensuite commis aux douanes de la Ford Motor Company à Cork, Wallace est un candidat non élu aux élections générales de 1981 et de février 1982. Il est élu pour la première fois au 24e Dáil lors des élections générales de novembre 1982, après avoir été en tête du scrutin, et est réélu au Dáil Éireann à chaque élection générale ultérieure jusqu'à sa retraite aux élections générales de 2007.
En février 1992, il est nommé sur proposition du Taoiseach Albert Reynolds au poste de ministre d'État au ministère de l'Environnement, jusqu'en janvier 1993. En juillet 1997, il est nommé sur proposition du Taoiseach Bertie Ahern au poste de ministre d'État au ministère de l'Environnement et des Gouvernements locaux, jusqu'en juin 2002.
Wallace est lord-maire de Cork de 1985 à 1986.